# Coronel Bicaco
Coronel Bicaco is een gemeente in de Braziliaanse deelstaat Rio Grande do Sul. De gemeente telt 7.971 inwoners (schatting 2009).

## Aangrenzende gemeenten
De gemeente grenst aan Braga, Campo Novo, Dois Irmãos das Missões, Palmeira das Missões, Redentora en Santo Augusto.